# Островский, Джош
Джош Островский (англ. Josh Ostrovsky род. 18 февраля 1981, Нью-Йорк) — американская звезда Инстаграма, писатель, актёр, модель, винодел и частный предприниматель. Известен под прозвищем The Fat Jew.

## Ранние годы и образование
Островский родился и вырос в Нью-Йорке. Отец — рентгенолог Пол Островский. Мать — диетолог Ребекка Островская. Он рос на Манхэттене в Верхнем Вест-Сайде. В детстве начал актёрскую карьеру и снялся в нескольких рекламных роликах — например, в рекламе Hershey’s. Некоторое время посещал Нью-Йоркский университет и Скидмор-Колледж, затем в 2004 году окончил Университет штата Нью-Йорк в Олбани со степенью бакалавра гуманитарных наук (журналистика).

## Карьера

### Музыка
В университете был участником рэп-трио Team Facelift, где впервые получил прозвище The Fat Jew. Группа Team Facelift образовалась под лэйблом звукозаписи Duck Down Records в 2004 году и выпустила альбом «Mixed Emotions» в 2006 Они распались в 2012.
В сентябре 2016 года Островский объявил о создании трибьют-группы Major Behavior, исполняющей каверы на песни музыкального трио Major Lazer и ставшей первой трибьют-группой в жанре электронной музыки. В 2016 году Major Behavior отправились в концертный тур в рамках турне самого Островского. В 2017 году группа организовала второй тур и выступила вместе с Дилоном Фрэнсисом, RL Grime и Party Favor. В мае 2017 года во время концерта в Чикаго Major Behavior выступили на одной сцене вместе с Дипло, лидером группы Major Lazer.

### Социальные сети
В 2009 году Островский создал аккаунт в Instagram с никнеймом TheFatJewish. Аккаунт набрал популярность в 2013 году, после того как Островский опубликовал видео-пародию на SoulCycle, нью-йоркский фитнес-клуб, специализирующийся на велотренажерах. В этом видео он проводит для бездомных тренировку на ситибайках. В 2013 году его аккаунт был заблокирован за неприемлемый контент. В ответ он организовал акцию протеста перед Нью-Йоркским офисом Instagram. На сайте издания Vice была запущена видео-трансляция забастовки, и через 15 минут аккаунт Островского был восстановлен. В 2014 году New York Times написали, что «он умело эксплуатирует непристойные шутки, высмеивая изобилующую штампами культуру социальных сетей и хипстеров, способствующих их популяризации; очевидное пристрастие к травке, домашним животным и бабушке с дедушкой; его небрежная, диковинная внешность вылились в массовый фолловинг».
В 2015 году журнал Time включил Островского в «Список 30 Самых Влиятельных Людей в Интернете». На сегодня у Островского более 10 миллионов подписчиков в Инстаграме.
Такие известные бренды, как Burger King, Virgin Mobile, Apple, Budweiser and Stella Artois, привлекали Островского к продвижению своей продукции в социальных сетях.

### Кино, телевидение и реклама
В 2007 году Островский интервьюировал звёзд для шоу «The Daily 10» на канале E!. Несколько позже он вёл онлайн-шоу An Intimate Conversation (Откровенный разговор), в котором проводил интервью с музыкантами — преимущественно, с рэперами. В 2013 году Островский продал компании Amazon шоу, в котором высмеивает хипстерскую культуру района Уильямсберг (Бруклин), но проект так и не воплотили в жизнь. В 2014 году он подписал контракт с телеканалом Comedy Central, для которого Островский должен был написать сценарий для сериала о своей жизни. В 2015 году контракт был разорван. В 2015 году он подписал контракт с Creative Artists Agency, с одним из самых крупных и влиятельных среди агентств талантов. Начиная с того года, он начал регулярно появляться в новостях Bloomberg News, снялся в клипе на песню «Cake by the Ocean» американской поп-группы DNCE, как и в клипе британской певицы Charli XCX на песню «Boys», а также в рекламном ролике Bud Light, сделанного специально для чемпионата Super Bowl XLIX. Он появлялся в роли самого себя в многочисленных реалити-шоу, включая «Три утра» (3AM) и «Настоящие домохозяйки Беверли-Хиллз». Также в нескольких фильмах он исполнил роль второго плана, включая комедию Статус: Обновлен с Россом Линчем и Оливией Холт. В 2017 году он снялся в ряде роликов для Malibu Rum.

### Модельный бизнес
В июне 2015 года Островский подписал контракт с крупным модельным агентством One Management. По утверждению самого Островского, он является первым мужчиной-моделью plus-size. В мае 2015 года появился на развороте тату-журнала Inked, а также на обложке журнала treats! в 2016 году и журнала Nude в 2017 году.
16 сентября 2015 года на Неделе моды в Нью-Йорке он представил свою первую коллекцию мужской одежды.

### Другие проекты
Островский вёл на Apple Music радиошоу «Money, Pizza, Respect». Книга с таким же названием, составляющая сборник личных эссе и фотографий, была опубликована издательством Grand Central Publishing в 2015 году. Обложка его книги пародирует обложку биографической книги «Стив Джобс» писателя Уолтера Айзексона.
Островский основал винодельческую компанию Swish Beverages, выпустившую в 2015 году новое розовое вино White Girl Rosé.

## Личная жизнь
Островский и модель Кэти Стурино поженились в 2014 году. Они объявили о разводе в 2017 году.

## Фильмография
| Кино              |                                     |                    |                      |
| Год               | Название                            | Роль               | Примечания           |
| 2010              | Bolt From the Blue                  | Luther             | Короткометражка      |
| 2012              | Красотка и бродяга                  | Phil Macey         |                      |
| 2012              | Женатый                             | Will               |                      |
| 2012              | Bottle Poppaz                       | Marcus             |                      |
| 2016              | Образцовый самец 2                  | Gleek              |                      |
| 2016              | Нерв                                | Dirt Beard         |                      |
| 2018              | Статус: Обновлен                    | Бородач            |                      |
| 2018              | The Peach Panther                   |                    |                      |
| Телевидение       |                                     |                    |                      |
| Год               | Название                            | Роль               | Примечания           |
| 2007-2010         | The Daily 10                        | играет самого себя | 10 эпизодов          |
| 2013              | Rude Tube                           | играет самого себя | Реалити-шоу          |
| 2014              | TakePart Live                       | играет самого себя | Реалити-шоу          |
| 2015              | 3AM                                 | играет самого себя | 5 эпизодов           |
| 2015              | Talk Stoop                          | играет самого себя | Сезон 9, эп. 5       |
| 2015              | Ridiculousness                      | играет самого себя | Сезон 6, эп. 32      |
| 2016              | Greatest Party Story Ever           | играет самого себя | Сезон 2, эп. 5 (MTV) |
| 2017              | Настоящие домохозяйки Беверли-Хиллз | играет самого себя | Реалити-шоу          |
| Музыкальные клипы |                                     |                    |                      |
| Год               | Песня                               | Исполнитель        | Примечания           |
| 2014              | «#Selfie»                           | The Chainsmokers   |                      |
| 2014              | «When We Were Young»                | Dillon Francis     |                      |
| 2015              | «Cake by the Ocean»                 | DNCE               |                      |
| 2017              | «Boys»                              | Charli XCX         |                      |